# 永遇乐·京口北固亭怀古
《永遇乐·京口北固亭怀古》，南宋词人辛弃疾的词作，写于1205年（宋宁宗开禧元年）。

## 诗词原文
|  | 千古江山，英雄无觅，孙仲谋处 。舞榭歌台，风流总被，雨打风吹去。斜阳草树，寻常巷陌，人道寄奴曾住 。想当年，金戈铁马，气吞万里如虎。 元嘉草草，封狼居胥，赢得仓皇北顾 。四十三年 ，望中犹记，烽火扬州路 。可堪回首，佛狸祠下 ，一片神鸦社鼓 。凭谁问，廉颇老矣，尚能饭否 ？ |

## 历史背景
1205年（宋宁宗开禧元年），辛弃疾66岁，为镇江府知府，一日他登上位于今江苏省镇江市的北固亭。面对南宋王朝江河日下、国将不国的情形，辛弃疾痛心疾首、悲愤不已，此时，南宋王朝投降派、议和派占据上风，他写作了这首词来表述自己抗金救国、恢复中原的壮志雄心，同时也警告当政大臣韩侂胄吸取刘义隆的教训。

## 诗词鉴赏
全词采用借古讽今的艺术手法，用历史事实来说明现实问题。全词上阕登高望远，抚今追昔，追慕英雄孙权和刘裕。下阕引用典故来抒发感情，引用了宋文帝元嘉年间被北魏拓跋焘打败的典故警醒南宋王朝。
全词表达了辛弃疾对南宋朝廷的不满和怀才不遇的感慨。

## 评价
杨慎：“辛词第一。”
陈廷焯：“句句有金石声音，吾怖其神力。”
李佳：“此阙悲壮苍凉，极咏古能事。”

## 脚注
1. ↑  孙权（182年—252年），字仲谋。东吴大帝，吴郡富春县（今浙江富阳）人，曾经建都京口。
2. ↑  刘裕（363年—422年），字德舆，小名寄奴，彭城人（今江苏徐州市），后来迁居到京口（江苏镇江市），南北朝时期宋朝的开创者，史称宋武帝。他在京口起兵，平定桓玄之乱，北伐南燕和后秦，推翻东晋，自立为帝。
3. ↑  南朝宋文帝刘义隆，刘裕的儿子，听从朝臣王玄谟的北伐之策，仓促北伐，结果落得大败，详见《宋书·王玄谟》、《宋书·索虏传》。狼居胥：山的名字，位于今内蒙古自治区西北部，前119年（汉武帝元狩四年）霍去病出征匈奴，歼敌七万余，封狼居胥山凯旋，详见《史记·卫将军骠骑列传》。
4. ↑  四十三年：从1162年辛弃疾抗金南归到1205年，攻击43年。
5. ↑  1162年，辛弃疾南归经过扬州，看到金兵在扬州杀人放火。
6. ↑  “佛”，读音bì，音同“必”，北魏太武帝拓跋焘小名“佛狸”，450年，他击败了王玄谟的军队，在长江北岸瓜步山建立行宫，即佛狸祠。
7. ↑  社鼓：古时候每年的春季和秋季两次祭奠土神，称为“社日”。
8. ↑  廉颇：春秋战国时期赵国名将，详见《史记·廉颇蔺相如列传》。